# Józef Szczepkowski (duchowny)
Józef Szczepkowski (ur. 12 grudnia 1890 w Nowym Jorku, zm. 31 stycznia 1974 w Toruniu) – polski duchowny metodystyczny, w latach 1957-1969 superintendent naczelny Kościoła Metodystycznego w PRL.

## Życiorys
Młodość spędził w USA i wtedy związał się z metodyzmem. W latach 20. XX wieku pełnił urząd pastora metodystycznego w diecezji Michigan. W okresie międzywojennym przybył do Polski i zawarł związek małżeński z Zofią Makowską. Zamieszkał w Toruniu i do wybuchu II wojny światowej pracował jako nauczyciel języka angielskiego szkole oficerskiej marynarki.
W 1939 wraz z żoną i dziećmi został wysiedlony z Torunia. Zamieszkał w Warszawie, gdzie podjął służbę pastora II zboru metodystycznego z siedzibą przy ul. Chłodnej, a następnie w latach 1941-1944 II pastora zboru przy ul. Mokotowskiej przy ks. Michale Kośmiderskim. Przeżył powstanie warszawskie, po którym wyjechał z rodziną do Krakowa, gdzie w marcu 1945 został pastorem tamtejszej parafii metodystycznej. W tym samym roku przeniósł się do Torunia, gdzie uczestniczył w organizowaniu studiów anglistycznych na nowo powstającym uniwersytecie.
W 1948 udał się na studia do Madison University, gdzie w 1950 uzyskał tytuł magistra teologii. Po powrocie do kraju superintendent naczelny ks. Józef Naumiuk powołał go na stanowisko rektora Seminarium Teologicznego Kościoła Metodystycznego, które zajmował do 1954. W 1956 został kierownikiem metodystycznej Szkoły Języka Angielskiego w Warszawie i funkcję tę pełnił do 1969.
W 1957 został wybrany przez Konferencję Doroczną Kościoła w Polsce na stanowisko superintendenta naczelnego Kościoła; ponowny wybór odbył się w 1961 i 1965. W 1969 przeszedł na emeryturę i osiadł w Toruniu.

## Wyróżnienia
W 1959 otrzymał tytuł doktora honoris causa nadany przez Lycoming College, w Williamsport w Pensylwanii.